# Ceilòmetre

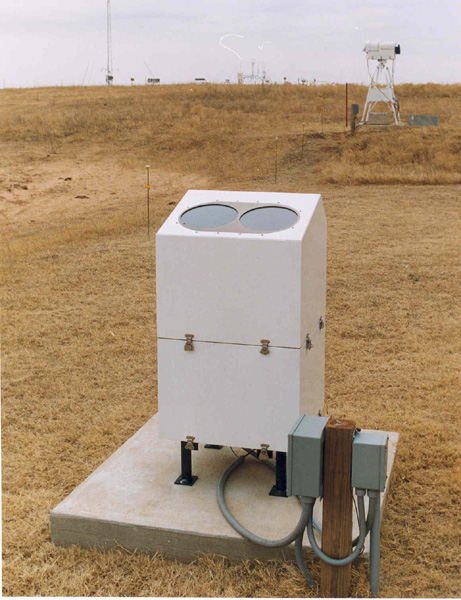
Ceilòmetre làser.

Un ceilòmetre o projector de sostre de núvols (anomenat així per influència de l'anglès ceilometer) és un aparell que utilitza un làser o una altra font lluminosa per poder determinar l'altura de la base de núvols. Els ceilòmetres també tenen aplicació per a mesurar concentracions d'aerosols dins de l'atmosfera tals com algunes matèries sòlides fines contaminants.

## Ceilòmetre òptic de tambor
Aquest instrument usa la triangulació per a determinar l'altura d'un focus de llum projectat cap a la base del núvol. Essencialment és un projector rotatiu, un detector, i un enregistrador. El projector emet un feix intens de llum cap al cel a un angle que varia amb la rotació. El detector, està localitzat a una distància fixa del projector, i usa una cèl·lula fotoelèctrica apuntant verticalment. Quan detecta algun raig de llum projectada des de la base del núvol, l'instrument registra l'angle i per triangulació determina l'altura del núvol.

## El làser
Consisteix en un làser apuntant verticalment, i un receptor en el mateix lloc. Calcula l'altura del núvol mesurant el temps ({\displaystyle \delta t}) emprat perquè un impuls de llum rebotat en els aerosols presents a l'atmosfera, retorni a l'aparell.
{\displaystyle dist.={\frac {c*\delta t}{2}}}

on c és la velocitat de la llum dins l'aire.
Generalment, la grandària de les partícules en qüestió són similars en grandària a la longitud d'ona del làser. Aquesta mètode opera amb la teoria de Lorenz-Mie.
Per a propòsits de determinar la base nuvolosa, cal tenir en compte que el ceilòmetre captura qualsevol partícula en l'aire (pols, precipitacions, fum, etc.), donant falses lectures ocasionals. Com a exemple, depenent del llindar empleat, uns cristalls de gel en caiguda poden causar que el ceilòmetre doni una altura de núvol igual a zero, encara que el cel estigui buit.
Usant aquestes últimes propietats, els ceilòmetres tenen altres usos. Així com l'instrument anota qualsevol tornada, és possible localitzar capes amb prou feines perceptibles, apart de la base nuvolosa, per observació del patró complet de l'energia de tornada. Més encara, la taxa a la qual ocorre la difusió pot ser registrada en la part de tornada disminuïda al ceilòmetre en atmosfera diàfana, donant el coeficient d'extinció del senyal lluminós. Emprant-lo així pot obtenir-se la visibilitat vertical i la possible concentració de pol·lucionants dins l'aire. Aquesta tècnica ha estat desenvolupada en diferents recerques i ja s'aplica de forma operativa.